# ایوان ون سرتیما
ایوان ون سرتیما (انگلیسی: Ivan Van Sertima; ۲۶ ژانویهٔ ۱۹۳۵ – ۲۵ مهٔ ۲۰۰۹) یک دانشمند بریتانیایی در زمینه تاریخ آفریقا بود.
ایوان گلدستون ون سرتیما استاد دانشکده علوم اجتماعی از آفریقای جنوبی بود که در دانشگاه راتگرز ایالات متحده آمریکا تحصیل کرد.

## منشأ اولمک
او بیشتر دغدغه‌اش پیدا کردن جایگزینی برای بیان منشأ اولمک (قدیمی‌ترین تمدن باستانی قاره آمریکا) بود، او را با نظریه تماس با قاره آمریکا پیش از کریستف کلمب، که در کتاب خود پیش از کریستف کلمب (۱۹۷۶) آورده‌است، می‌شناسند. نظریه منشأ اولمک او «به‌طور گسترده‌ای در جامعه آفریقایی‌تبار آمریکایی، در کانون‌های علمی و غیر علمی» طرفداران زیادی پیدا کرده‌است، اما نظریه وی در برخی محافل آمریکا رد شده‌است. اغلب درسهای این موضوع از بورسیه‌های تحصیلی آمریکای میانه با این استدلال که اولمک را افسانه‌هایی آفریقایی نامیده‌اند حذف کرده‌اند، و این که گویا با طرح این نظر می‌گویند هدف «سرقت فرهنگ بومی‌های آمریکایی» است.